# Arner Larson
Oscar Arne (Arner) Larson, född 7 maj 1914 i Klara församling i Stockholm, död 2 juni 2000 i Hedvig Eleonora församling, var en svensk målare och tecknare.
Han var son till dekorationsmålaren Erik Oscar Larson och Judith Frykberg. Han studerade konst vid Tekniska skolans aftonkurser 1929 och 1931–1932 samt vid Nordiska konstskolan i Stockholm 1951. Separat ställde han ut i Sollentuna 1946 och han medverkade i ett flertal samlingsutställningar bland annat i HSB-utställningen God konst i alla hem 1953 och med konstnärsgruppen Perspektiv 1952 samt i ett flertal utställningar arrangerade av Sveriges allmänna konstförening. Till hans offentliga arbeten hör några dekorativa väggmålningar i Stockholm. Hans konst består av stadsbilder, stilleben, figurer, porträtt och landskapsskildringar från Öland utförda i olja, akvarell, blyerts, kol, svartkrita, tusch eller bläck.  